# ボショクト晋王ハーン
ボショクト晋王ハーン（1565年 - 1624年）は、オルドス部・トゥメンの晋王（ジノン）。ノヤンダラ晋王の孫で、ブヤン・バートル・ホンタイジの長男。『明史』韃靼伝では卜失兎と表記。

## 生涯
1565年、ブヤン・バートル・ホンタイジの長男として生まれる。
1576年、叔父のフトゥクタイ・セチェン・ホンタイジにより、12歳で晋王（ジノン）に即けられる。
1585年、ダライ・ラマ3世がフトゥクタイ・セチェン・ホンタイジのもとに至り、施主たちに成就の灌頂など、教戒の言葉とともに賜り、その後北へ向かい、ボショクト・セチェン晋王のもとに至って、コケブルにおいてボショクト・セチェン晋王，セチェン・ホンタイジ，セチェン・ダイチンの3人に吉祥ヘーヴァジラの究竟の四灌頂を与え、二つの政道を昔の通りに建立して、暗黒の大陸に法の日輪を昇らせた。
1592年、28歳のボショクト晋王はオルドス・トゥメンを率いて明に出征し、多くを捕虜にして帰る。この時フトゥクタイ・セチェン・ホンタイジの孫のバトという者が戦功をあげたので、ダルハン・バートルの称号を与えた。
1594年、30歳のボショクト晋王は再び明に侵攻した。この戦いでまたバト・ダルハン・バートルが戦功を立てたため、バートル・セチェン・ホンタイジの称号を与えた。
1596年、ボショクト晋王はチベットに出陣し、グル・ソェナム・ギェルなどのシラ・ウイグルを降した。
1607年から1613年にかけて、金銀宝石をちりばめたチョウォ・シャーキャムニの像とあらゆる種類の供物を作成し、1614年に大慈マイトレーヤ・フトゥクトを招いて開眼の行をおこなった。そこで尊像の完成を記念して、マイトレーヤ・フトゥクトに大慈法王の称号を捧げ、アリク・チョェジェにダライ・チョェジェの号、オチル・トゥメイ国王国師に灌頂大王国師の号、チンオ・アガ国師に瑜伽阿闍梨国師の号を与え、法師らと同じく首席を占めさせた。その後マイトレーヤ・フトゥクト大慈法王はボショクト・セチェン晋王に、「転金輪王セチェン晋王ハーン」の称号を捧げ、タイガル中宮ハトンにダラ菩薩ノムチ・ダライ・セチェン中宮ハトンの号、その伯父マングス・チョークルに大ホンタイジ、弟のオルジェイにビント・ホンタイジの号を与えた。
1621年、明の楡林城で和を議しに入った60人の死者が殺されたため、怒ったボショクト晋王ハーンはオルドス・トゥメンを率いて延安城に攻め込んだ。
1623年、59歳のボショクト晋王ハーンはアリク・ダライ・チョェジェに金字の『カンギュル』を書かせ、ラパ・チャガーン・フトゥクトに花を撒かせて完成させ、西方のツォンカパのところのシナ・ナンソから『テンギュル』を招来する約束をしていたが、1624年に60歳で亡くなった。

## 妻子
タイガル・ダラ菩薩ノムチ・ダライ・セチェン中宮ハトン
- セレン・エルデニ晋王ハーン
- リンチェン・エイェチ・ダイチン
- トゥバ太子
- チョイラ太子

## 参考資料
- 羽田明、佐藤長 他訳注『騎馬民族史3 正史北狄伝』（東洋文庫、平凡社、1973年3月）
- 岡田英弘訳注『蒙古源流』（刀水書房、2004年、ISBN 4887082436）